# دقة مراكشية

هي نمط موسيقي شعبي مراكشي يسمى التقيتقات، تؤديه فرق تطلق على نفسها فرقة الدقة المراكشية . أما فرق الدقة المراكشية فأنها تتكون من 20 ألى 40 فردا من كبار السن . وتتكون من:
- 1-عازف القراقب،[1] وهو في نفس الوقت راقص يتنقل بين العازفين ويساعد رئيس الفرقة في ضبط الأيقاع خاصة في الحركة البطيئة،[2] العيط .
- 2- البندير الكبير بالصنوج (مثل صنوج الرق «الطر» ).
- 3- التعريجة ( أو الطعريجة ) . وهي الألة التي يحمل بقية العازفين .

ويعقد لهذا الفن المغربي المراكشي الروداني  مهرجانات فنية لحمايته من التشويه . وأغلب الفرق المتخصصة في الدقة تقدم الآن وصلات مختصرة تبدأ بالحركة البطيئة وتنتهي بالحركة السريعة في مدة زمنية لا تتعدى النصف ساعة أو أقل من دلك . بينما كانت الوصلة الواحدة تبدأ بالحركة البطيئة بعد صلاة العشاء وتنتهي بالحركة السريعة قبيل صلاة الفجر .